# ライスヌードル

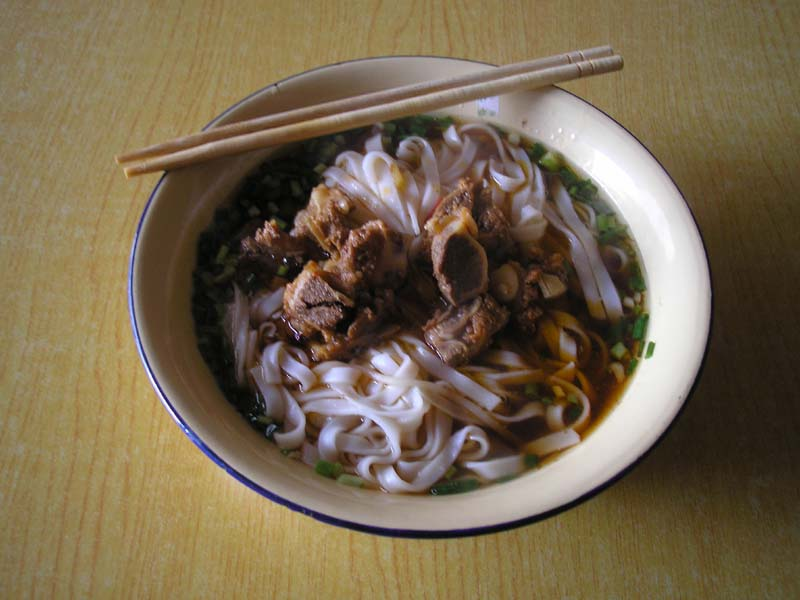
中国湖南省の平打ちライスヌードル

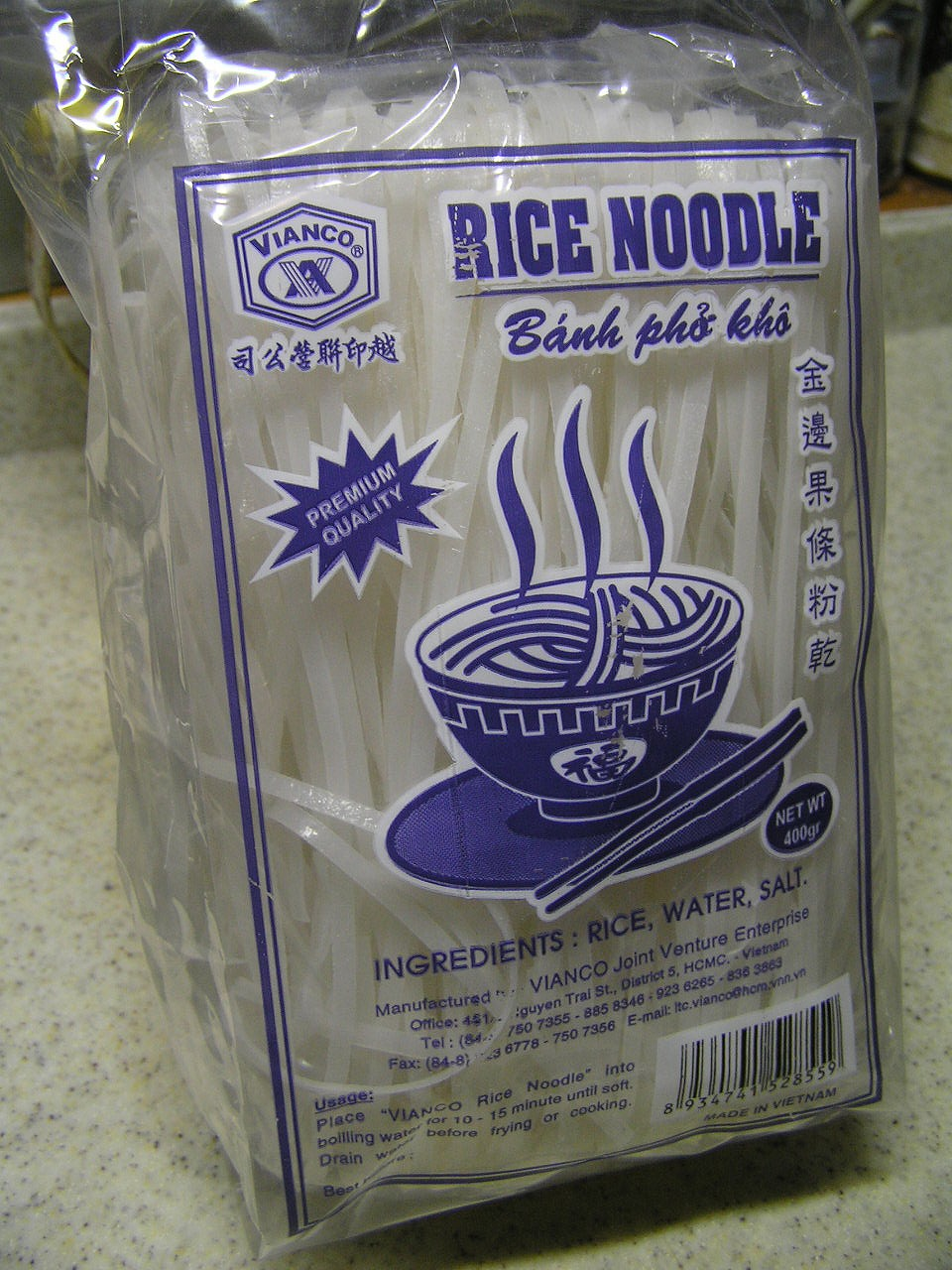
「ライスヌードル」と書かれたフォーの乾麺

ライスヌードル（中国語: 粉、拼音: fěn）は、米の粉で作る麺類の総称。太さ、形状、産地によって異なる名称を持つ。米だけでなく、ジャガイモ、タピオカなどのデンプンを加えて食感を向上させたものもある。

## 概要
日本では「麺類」という言葉で、主に細長く加工した、主食用の食品を総称するが、中国語の「麵」は小麦粉をこねて作る製品を指す。一方、中国語で米を原料に作るものは「粉」と称する。日本では、米を原料に細長く加工した主食用の食品はさほど一般的ではなかったため、個別のタイプの加工品の呼び名（基本的に外来語）はあっても、各種を総称する適当な言葉がなかった。
東南アジアを中心とした各国で異なる材料（うるち米かもち米か、デンプンを加えるかなど）、加工方法、太さ、形状、調理方法のものが食べられており、日本では、エスニック料理のほか、グルテンフリー食品やセリアック病の認知度の高まりから、米粉麺が広まりつつある。

## 各地のライスヌードル

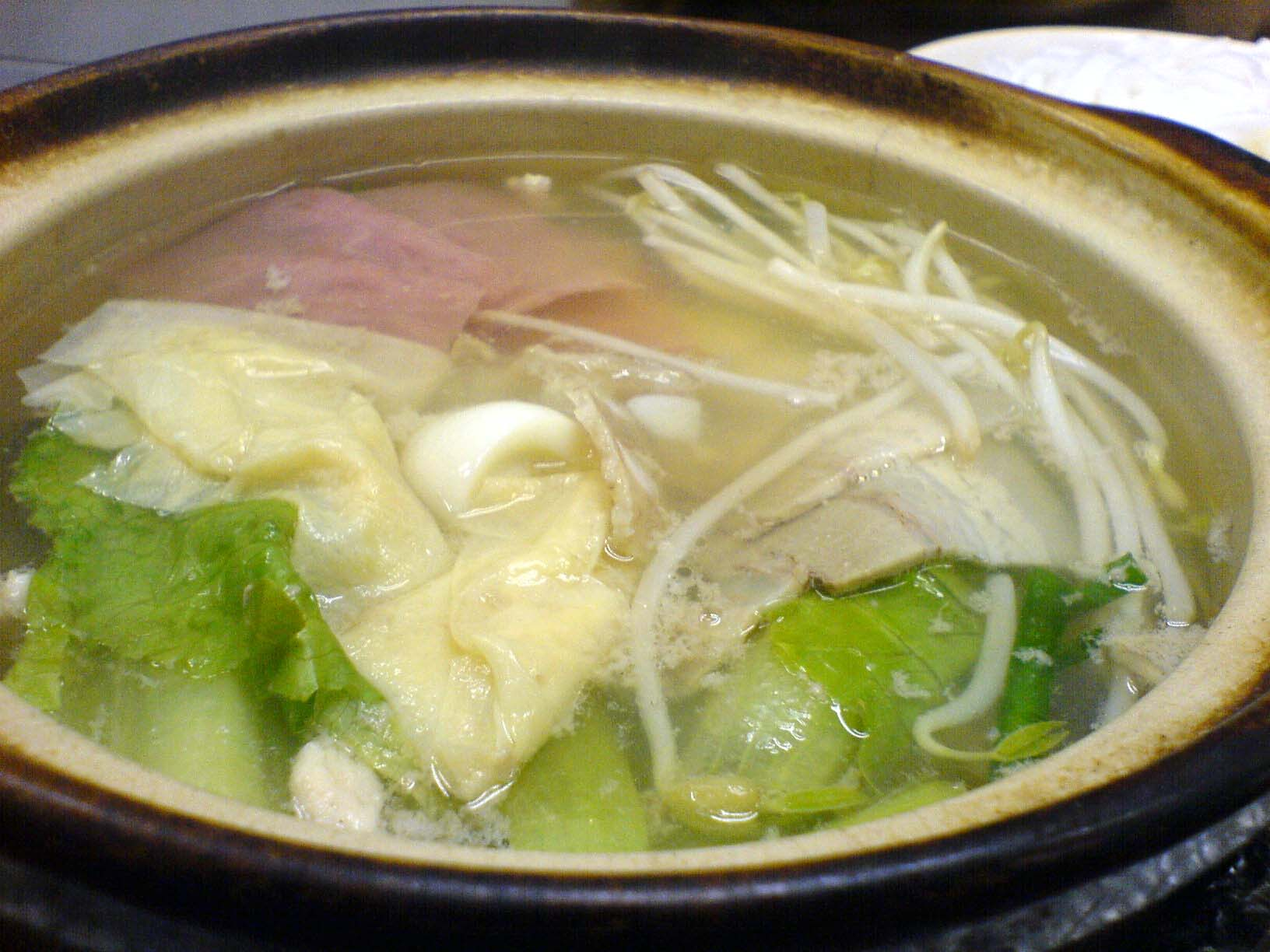
中国雲南省の米線の代表料理、過橋米線

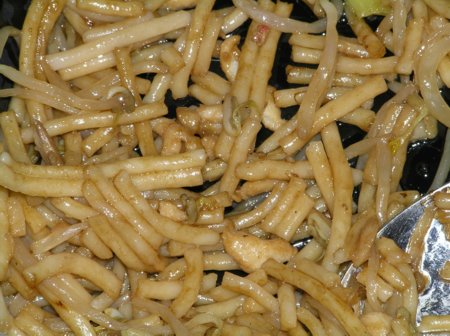
香港の炒瀬粉

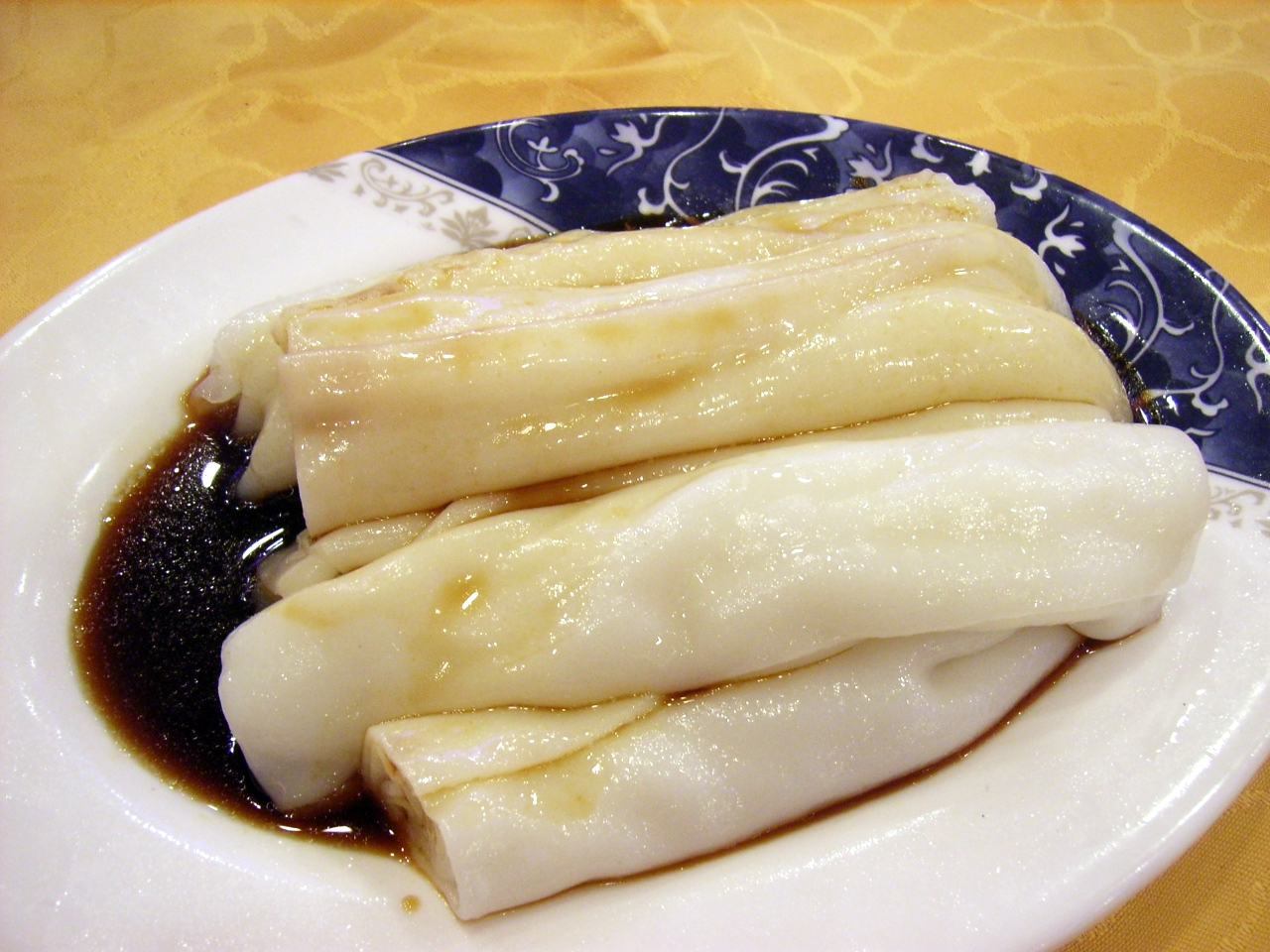
広東の布拉腸粉

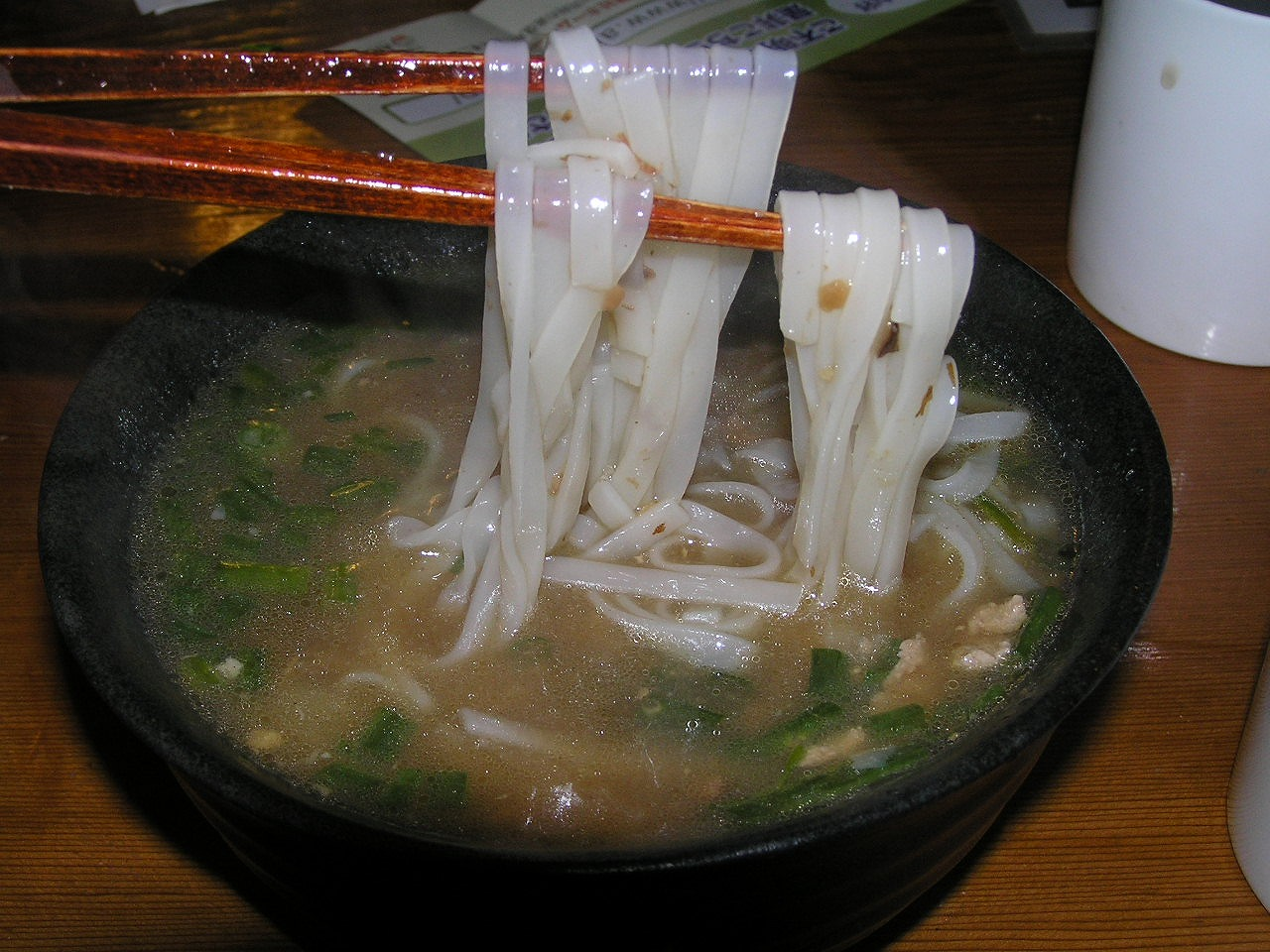
ベトナムのフォーの調理例

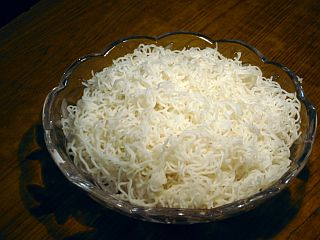
インドのセヴァイ

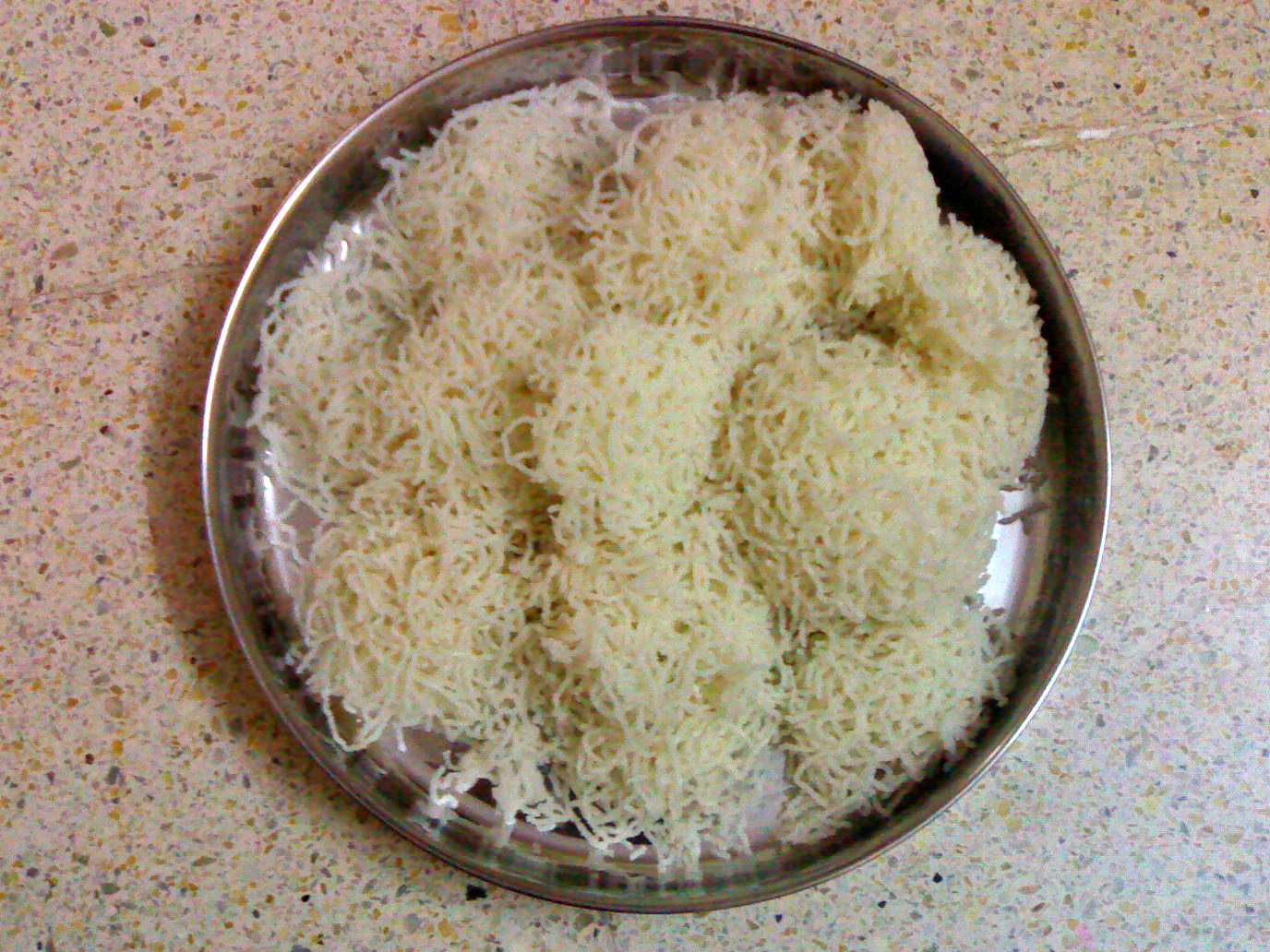
スリランカの蒸したイディアッパム

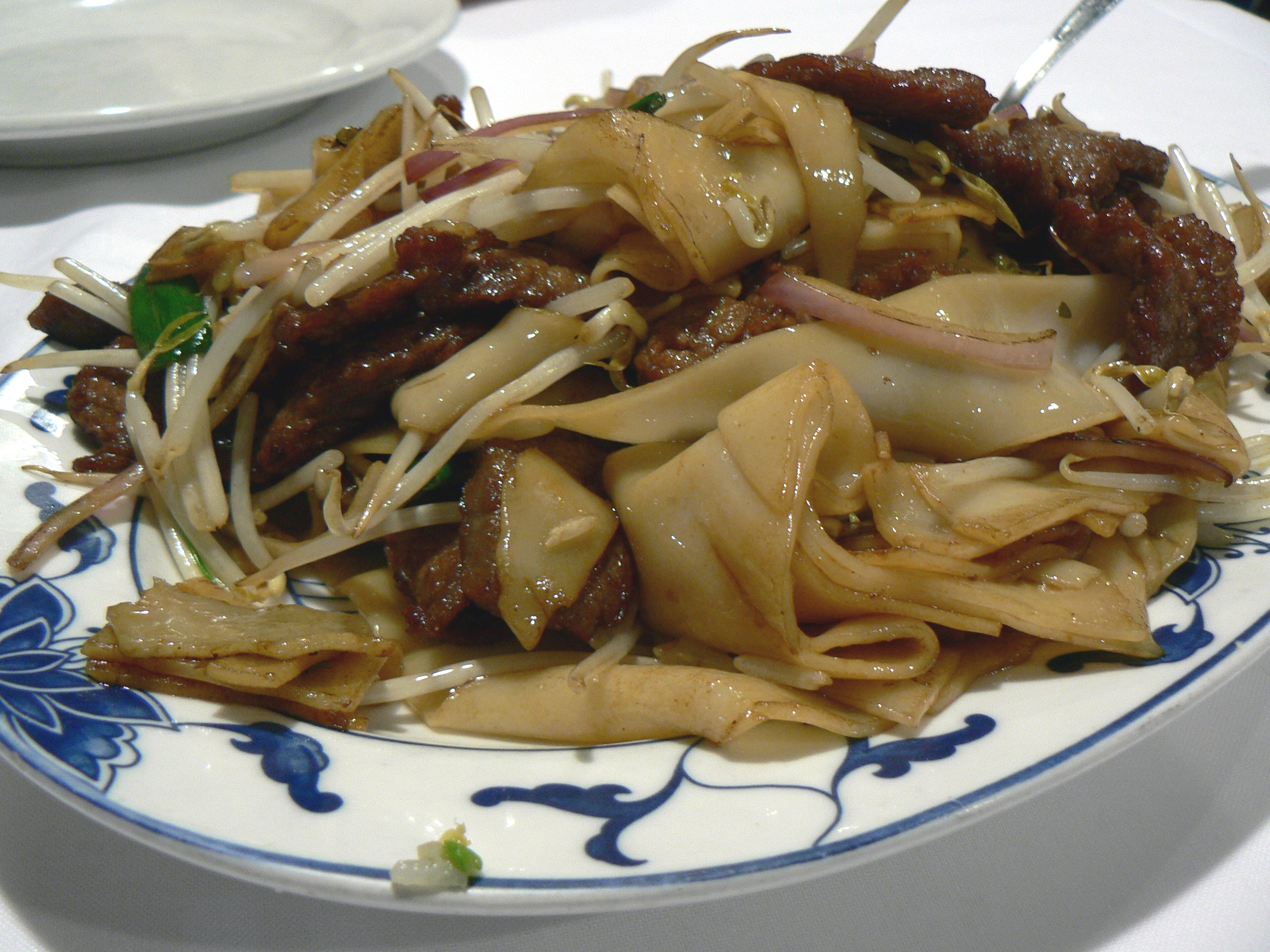
ハワイのチャウ・ファン

### 中国・台湾
- 中国福建省や台湾で食べられているビーフンはライスヌードルを代表するもので、極細に打ち、そのままで、または乾燥させて製品とする。焼きビーフン、汁ビーフンなどの料理にすることが多い。
- 福建省福州には鼎辺糊（福州語 ティアンミエンクー。台湾では「鐤邊銼」と表記）という、鍋の縁で米粉と水を混ぜたものを膜状に焼いてからスープで煮る食品があるが、フレーク状に乾かしたものがインスタント食品として市販されている。
- 雲南省昆明名物の米線は、通常干さず、汁に浮かべて食べるが、桂林米粉と同様に、福建省のビーフンよりも太く、干さないものを食べることが多い。台湾にも類似の太いものはあり、台湾語で「米苔目（米篩目）」（ビータイバッ）と呼ばれている。米苔目はかき氷に入れる具のひとつとしても使われる。
- 広東省、香港、マカオでは細いものを米粉（広東語: マイファン maifan ）、太い物を瀬粉（ラーイファン laaifan ）、ひもかわ状の平打のものを河粉（ホーファン hofan ）と呼び、米粉は炒めて（炒米粉）、瀬粉はスープに入れて（湯瀬粉）食べることが多いが、河粉はスープに入れて（湯河）も、炒めて（炒牛河など）も食べられる。
- 広東省仏山市順徳区陳村鎮の「陳村粉（中国語：チェンツンフェン、広東語：チャンチュンファン）」は、直径1mぐらいにのした丸い生地を蒸した後、幅広に切ったライスヌードルの一種。腰があるのが特徴で、黄但という人が1927年ごろ考案したとされ、「黄但粉」とも呼ばれる。陳村には「黄均記」という子孫の店がある。地元では上に牛バラ肉の煮込み、豚肉、もやしなど、いずれかの具を乗せて、食べるのが基本だが、近年は広東省各地に広がり、炒め物や汁に入れたりというアレンジも行われているほか、皿に盛って蒸し、点心のひとつとして出されることもある。
- 広州や香港でよく食べられている点心のひとつで、布の上に広げる（布拉）か、型枠に入れて蒸して作る平たい腸粉（中国語：チャンフェン、広東語：チョンファン）もライスヌードルの一種とみることもできる。
- 中国の客家（ハッカ）は、唐代以降、もともと河南省や山東省などの華北から、広東省、福建省、台湾などの華南に移り住んだ漢民族の一派であるが、小麦を主食とする地域から米を主食とする地域に移動した結果、米を主食にし、「粄」（バン）と呼ぶうるち米を原料とする餅の一種も作るようになった。これを板状に伸ばして（「面帕粄」）、細長く切った「粄條」（客家語 バンティアオ）は、うどんに似た、むっちりした食感をもつ、ライスヌードルの一種で、汁に入れたり、和えたり、炒めたりして食べられている。台湾では、高雄市美濃区や新竹県新埔鎮の名物料理として知られている。

### 日本
- 日本の米はアミロペクチンが多く、麺へ加工することは非常に困難であったが、「J麺」として開発販売が開始されている[1]。
- 炊飯米を硬くするアミロースの含有量が多い「越のかおり[2]」は、冷めると硬くなりやすいため、それが欠点となり、生産量が年々落ち込んでいたが、逆に、米の麺として加工した場合、茹でても溶けにくく、麺離れが良いという利点となり、パッタイなど米の麺の原料として、新たな需要が喚起されている[3][4]。

### 東南アジア
- ベトナムでは、ビーフンのように切り口が丸いものはブン (bún) 、河粉のように平打ちのものはフォー (Phở) と呼ばれる。南部では、乾燥によりコシを強めた平打ちのフーティウ (Hủ Tiếu) も優勢である[5]。鶏肉や牛肉のスープの中に肉類や野菜類をいれ、さらに好みでコリアンダー（ザウムイ）などの香草を入れる。ブンを用いたハノイ料理にブンチャーがある。フエのブンボーフエは雲南米線などと似た太いものを使用する。また中国の腸粉と同様のものとして、バインクオンがある。
- タイでは、広東省潮州市付近から伝わった平たい河粉（潮州語 粿条、粿條 クエティオウ guediou ）がクイティアオ（タイ語: ก๋วยเตี๋ยว ）として食べられる。太さや断面の形の違うセンミー・センレック・センヤイがあり、いずれもスープに入れるか炒めるかして食べることが多い。薬味には白菜の芯のニンニク漬けなどが用いられる。
- シンガポール、マレーシア、インドネシア、ブルネイでもビーフン料理は一般的で、カレー風味のものなど、味にバラエティがある。
- マレーシアのスパイシーなスープで食べるラクサは、小麦粉で作った麺（ミー)を使うことが多いが、福建人が多いサラワク州などではビーフンが好まれている。
- カンボジアでもクイティウ（粿条）が食べられる。また、ノムバンチョック（英語版）(ノンバンチョック[6]とも)という発酵させた麺を用いる麺料理がある[7][8]。
- ミャンマー（ビルマ料理）では、うどんよりやや細めの物をナンジー、素麺ほどの太さの物をナンティ、きしめんのような物をナンビャーという。
- ラオス北部ではピリ辛の肉味噌が入ったカオソーイと呼ばれる太麺料理があり、別皿で唐辛子とゆでたキャベツが添えられてくる。

### 南アジア
- インド南部のタミル・ナードゥ州やカルナータカ州には、生米をすりつぶして作った液を蒸すか、加熱しながら練って団子状にし、これをところてん式に押し出して作るセヴァイ (sevai) というライスヌードルがある。レモン、タマリンドなどの酸味をつけたり、ヨーグルト入りのカレーに似たコルマというソースを付けたり、ココナッツミルクで甘くしたりして食べる。
- スリランカには、米粉を練って数十の穴が開いた器具に入れ、スクリュー式に押し出して作るイディアッパム（タミル語: இடியாப்ப‌ம்）がある。皿に乗せて蒸し、カレー味のおかずと共に食べることが多い。

### アメリカ・カナダ
- 北米では、初期の中国人移民が伝えた河粉を用いたチャウ・ファン（Chow Fun、炒粉）という料理が定着している。

## インスタント食品
- カップ麺（汁ビーフン、フォーなど）
- 袋麺（焼きビーフン、フォーなど）
- 重量売りのもの（ビーフン、鼎辺糊など）

日本ではケンミン食品が1960年に味付きの「即席焼ビーフン」を製造販売したのがさきがけ。エースコックは2006年に、カップ入りのライスヌードルと称する平打ちをスープで食べるものを販売開始した。
海外でも中国、台湾のビーフンのほか、タイではビーフン、クイティアオが、ベトナムではフォーが、シンガポールではライスヌードルのカップ入りラクサが作られるなど、各種のインスタントライスヌードルが製造、販売されている。

## 冷凍食品
日本ではケンミン食品が冷凍食品の焼きビーフンおよびフォーを販売している。